# Девід Бартка
Девід Майкл Бартка (народ. 29 травня 1975, Дірборн, Мічиган, США) — американський актор і професійний шеф-кухар. Відомий ролями в театрі й на телебаченні. Відкритий гей. Після ролі в серіалі «Як я зустрів вашу маму» Бартка став відомим через стосунки з Нілом Патріком Гаррісом, з яким узяв шлюб у Італії.